# Étoile standard
En astronomie, une étoile standard est une étoile connue pour ne pas varier au cours du temps. Les étoiles standard ont depuis toujours été très utilisées comme références pour les études photométriques. Mais avec l'avènement de nouveaux instruments, aux sensibilités bien plus grandes, il apparaît que de nombreuses étoiles standard soient variables, même faiblement. Les étoiles standard sont ainsi «standard» jusqu'à une certaine limite de précision.
Les étoiles standard sont généralement des étoiles très brillantes, et donc proches. Elles ont été généralement très étudiées, et grâce à des modèles d'atmosphères stellaires, on connaît leur luminosité intrinsèque dans les différents filtres. Ainsi, lors de l'observation d'une étoile donnée, l'observation la même nuit d'une étoile standard permet de calculer avec précision comment l'atmosphère terrestre ainsi que l'optique de l'instrument, ont modifié la lumière de l'étoile. La connaissance de ces conditions permet ensuite de revenir en arrière, et de calibrer le flux de l'étoile étudiée.
On distingue différents types d'étoiles standard :
- Les étoiles standard photométriques.
- Les étoiles standard spectrophotométriques, utilisées pour calibrer des spectrogrammes. Généralement on utilise des étoiles de type spectral B, qui possèdent très peu de raies spectrales.
- Les étoiles standard telluriques.
- Les étoiles standard polarisées et non polarisées, utilisées lors d'observations de polarimétrie.
- Les étoiles standard infrarouges.